# Allan Sherman
Allan Sherman (nato Allan Copelon; Chicago, 30 novembre 1924 – Los Angeles, 20 novembre 1973) è stato uno scrittore e cantante statunitense.
Divenne famoso come cantante nei primi anni sessanta. Le sue canzoni erano spesso delle cover parodistiche. Una sua famosa canzone era Hello Muddah, Hello Fadduh.

## Biografia

### Infanzia
Sherman prese il cognome da nubile della madre dopo essere stato abbandonato da suo padre, Percy Copelon, un meccanico e inventore. Più tardi, Copelon si offrì di pagare l'istruzione al figlio se avesse ripreso il nome di famiglia, ma quando cessò il supporto economico, il giovane divenne ancora una volta Allan Sherman.

### Produttore TV
Sherman creò un quiz televisivo chiamato I Know a Secret. Il produttore televisivo Mark Goodson si impadronì dell'idea di Sherman e la cambiò in I've Got a Secret, il quale venne trasmessa sulla CBS dal 1952 al 1967. Piuttosto che pagare i diritti d'autore, la Mark Doodson-Bill Todman Productions fece di Sherman il produttore.
Sherman produsse anche un breve quiz, What's Going On? il quale era tecnologicamente ambizioso. Nel 1961 produsse il quiz Your Surprise Package.

### Cover parodistiche
Nel 1951 Sherman registrò un singolo con la cantante Sylvia Froos in cui incluse la canzone A Satchel and a Seck, parodia di A Bushel and a Peck da Guys and Dolls, e Jack's Song. Il singolo non ebbe successo tanto che, quando Sherman scrisse la sua autobiografia, non ne parlò. Successivamente scoprì che le sue canzoni, cantante ad amici e parenti, avevano molto successo. Sherman visse a West Los Angeles, vicino a Harpo Marx, che lo invitò a cantare le sue canzoni alle feste. Dopo una festa, George Burns telefonò ad un produttore e lo persuase a firmare un contratto con Sherman. Il risultato fu un album di parodie, intitolato My Son, the Folk Singer, pubblicato nel 1962. Segui l'album My Son, the Celebrity.
Nel 1962, cercando di sfruttare il successo, la Jubilee Records ripublico nuovamente il suo primo singolo.
Le canzoni di Sherman erano parodie di canzoni folkloristiche, ad esempio: Sarah Jackman, parodia di Frère Jacques.
Nel 1961 Sherman e Luo Busch scrissero un musical intitolato Fairfax Lady (parodia di My Fair Lady) senza l'approvazione di Alan Jay Lerner. Un precedente registrazione non pubblicata di Fairfax Lady fu inclusa nell'album My Son, the Box uscito postumo.

### Top 40 hit
Un pezzo nell'album My Son, the Nut, la canzone intitolata Hello Muddah, Hello Fadduh, divenne una celebre hit di musica demenziale, raggiungendo il secondo posto nella Billboard Hot 100 per tre settimane nel 1963. I versi della canzone erano cantati sulle note della Danza delle Ore. Sherman ebbe un'altra hit di successo intitolata Crazy Downtown (parodia di Downtown di Petula Clark).

### Altri lavori
All'apice della sua popolarità nel 1965, Sherman pubblicò la sua autobiografia, A Gift of Laughter, e, per un breve periodo, Sherman fu molto popolare. Cantò al The Tonight Show, venne coinvolto alla produzione di tre album di Bill Cosby e cantò nel programma That Was The Week That Was la canzone The Dropouts' March il 6 marzo 1964.
Sempre nel 1964, Sherman narrò la sua versione di Pierino e il lupo in un concerto a Tanglewood. Il concerto, che venne pubblicato nell'album Peter and the Commissar, includeva anche "Variations on How Dry I Am".
Gli album seguenti di Sherman furono più satirici ed ebbero minor successo. Affrontavano tematiche come: le proteste studentesche (The Rebel), i debiti nella società dei consumi (A Waste of Money, parodia di A Taste of Honey) e il disagio giovanile, la gioventù bruciata (Crazy Downtown e Pop Hates the Beatles).

### Declino nella popolarità
La popolarità di Sherman fu alquanto breve: dopo il successo nel 1963, declinò velocemente.
Sherman pubblicò altri due album che non raggiunsero la Top 50.
Nel 1973 Sherman pubblicò il controverso libro The Rape of the A*P*E*, nel quale analizzò dal suo punto di vista il puritanesimo americano e la rivoluzione sessuale.

### Vita personale
Sherman soffriva di diabete mellito di tipo 1; gli fu poi diagnosticato un tumore alla gola. 
La moglie Dee ottenne nel 1966 il divorzio, e ricevette la custodia dei figli. 
Sherman morì di enfisema nel 1973, dieci giorni prima del suo 49º compleanno.

## Discografia
- 1962: My Son, the Folk Singer
- 1963: My Son, the Celebrity
- 1963: My Son, the Nut
- 1964: Allan in Wonderland
- 1964: Peter and the Commissar
- 1964: For Swingin' Livers Only
- 1965: My Name is Allan
- 1966: Live!! (Hoping You Are The Same)
- 1967: Togetherness
- 1979: Best of Allan Sherman (postumo)
- 1990: My Son, the Greatest (postumo)
- 2005: My Son, the Box (postumo)

## Opere
- Instant Status (or Up Your Image) (G.P. Putnam & Sons, 1964)
- I Can't Dance! (Harper & Row, 1964)
- A Gift of Laughter: The Autobiography of Allan Sherman (Autheneum, 1965)
- The Rape of the A*P*E*—The Official History of the Sex Revolution 1945-1973: The Obscening of America. An R*S*V*P* Document (Playboy Press, 1973)
- Hello Muddah, Hello Fadduh (Dutton Books, 2004)